# Ulf Johansson
Pour les articles homonymes, voir Johansson.
Ulf Lennart Johansson, né le 26 mai 1967 à Tibro, est un biathlète suédois.

## Biographie
Il court dans la Coupe du monde à partir de la saison 1987-1988. Aux Jeux olympiques d'hiver de 1992, il est médaillé de bronze sur le relais avec Leif Andersson, Tord Wiksten et Mikael Löfgren, vingt après le dernier podium olympique suédois en biathlon, obtenu par Lars-Göran Arwidson. Lors de la saison suivante, les Suédois confirment dans la Coupe du monde, y compris Johansson qui remporte l'individuel d'Antholz après une deuxième place à Oberhof. Il prolonge sa carrière sportive jusqu'en 1995.

## Palmarès

### Jeux olympiques
- Jeux olympiques de 1992 à Albertville (France) :
  -  Médaille de bronze au relais 4 × 7,5 km.

### Coupe du monde
- Meilleur classement général : 12e en 1993.
- 2 podiums individuels : 1 victoire et 1 deuxième place.

#### Détail des victoires individuelles
| Saison / Épreuve | Individuel | Sprint | Total |
| 1992-1993        | Antholz    |        | 1     |
| Total            | 1          | 0      | 1     |